# Браты
Бра́ты или Бра́тские люди — обычное наименование бурят в исторических документах и описаниях XVII—XVIII веков.

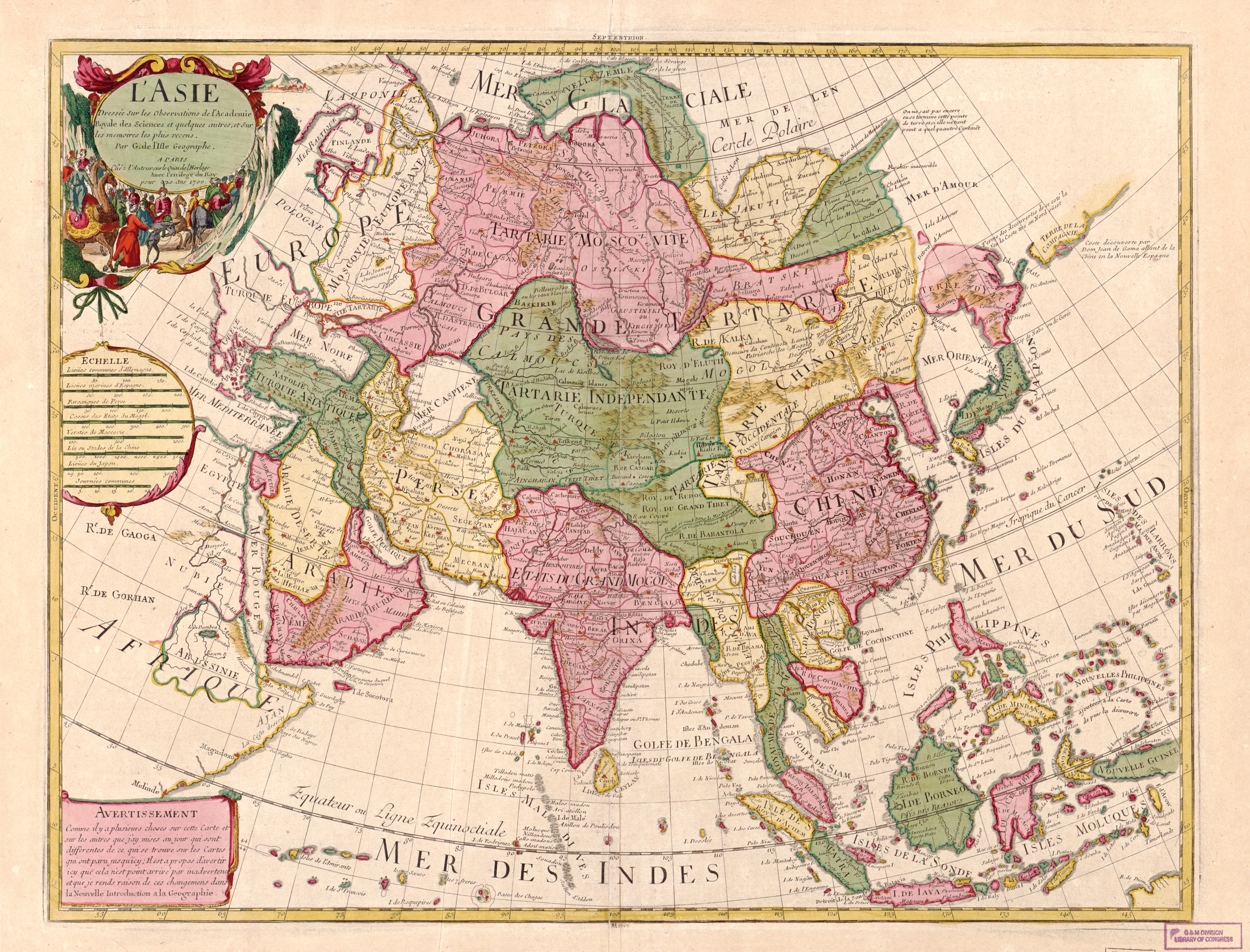
Упоминание бурят под записью Bratski на карте Гийома Делиля. 1700 год

В Восточной Сибири русские долго называли их «братскими» (брацкими). Слово это произошло от твёрдого произношения слова «бурят» — бурат.
По версии специалистов, название города Братск произошло от слова «Браты». Так, основание Братского острога на месте первого зимовья «под Брацкими порогами» было начато в 1626 году отрядом казаков под руководством подьячего Енисейского острога Максима Перфильева.

… а только дадут брацкие люди острог ставить на Тунгузке реке на левой стороне, и тот острог будет под самыми брацкими улусами, всего полднища ходу в лёгких стругах до Окинского устья.
18 июня Перфильев доложил енисейскому воеводе о завершении постройки Братского острожка:

… в двух плёсах у Брацкого порогу Падуна в Кодогоновых улусах на полднище ходу от устья Оки.